# Freddie King
Freddie King (Gilmer, Texas, 1934. szeptember 3. – Dallas, Texas, 1976. december 28.) amerikai bluesgitáros, énekes.
Az elektromos bluesgitár „három királyának” egyike (Albert King és B. B. King mellett). Az 1960-as évek elején nagy befolyású gitáros volt a Federal Records lemezkiadónál. Erőteljes gitárhangzása, jellegzetes stílusa ihlető hatással volt sokakra,  erősen hatott például Eric Claptonra is.
2012-ben bekerült a Rock and Roll Hall of Fame-be, Freddy King Sings című első nagylemeze és Hide Away című dala pedig a Blues Hall of Fame-be.

## Életpályája
Édesanyjától,  Ella Mae Kingtől tanulgatta a gitározást, majd hatéves korától besegített egy nagybátyja is.
A családjával az 1940-es évek végén Chicagóban telepedett le, ahol Muddy Waters, Little Walter, T-Bone Walker és Jimmy Rogers hatása alá került.
Első saját zenekara az ötvenes évek derekán született meg. 1961-ben már hat dala került a rhythm and blues legjobb 30 darabja közé. A Have You Ever Loved a Womant számos blueszenész feldolgozta. Ugyancsak temérdek zenész játszotta el az I’m Tore Downt.
Szívesen dolgozott együtt fehér muzsikusokkal, így Stan Webb-bel, Leon Russell-lel és Eric Claptonnal is.

## Diszkográfia
- Freddy King Sings (1961)
- Let’s Hideaway and Dance Away With Freddy King (1961, 2011)
- Bossa Nova&Blues (1962)
- Gives You a Bonanza of Instrumentls (1965)
- Hide Away (1969)
- My Feeling for The Blues (1969)
- Getting Ready (1971)
- Texas Cannonball (1972)
- Burglar (1974)
- Larger Than Life (1975)
- Just Pickin’ (1989)
- Live at The Texas Opry House (1992)
- Blues Hero (1994)
- Key To the Highway (1995)
- Live at The Electric Ballroom 1974 (1996)
- The Very Best of Freddie King Vol 1-3 (2002)
- Live In Europe (2007)